# Pauline Klein
Pauline Klein, née le 3 septembre 1976, est une écrivaine française.

## Biographie

### Enfance et formation
Pauline Klein naît le 3 septembre 1976.
Elle étudie la philosophie et l'esthétique à la Sorbonne, pour finalement entrer à la St Martin's School à Londres,.

### Carrière
Elle commence sa carrière professionnelle dans le milieu de l’art contemporain. Elle devient ensuite directrice artistique. Elle travaille dans une galerie d'art à New York.
Elle est également l’auteure d’un essai philosophique, Nietzsche la maladie et la santé.
Alice Kahn, son premier roman, sort en 2010. Il raconte les aléas d'une histoire d'amour née d'un quiproquo sur la terrasse d'un café. Le livre reçoit les Prix Fénéon et Murat.
Son deuxième roman, Fermer l'œil de la nuit, sort en 2012.
En 2017, elle publie Les Souhaits ridicules, aux éditions Allia.
En 2020 est publié La figurante,. « Héritière du Bartleby d’Herman Melville (1853) (il est impossible de ne pas penser au scribe récalcitrant et à son célèbre « I would prefer not to »), l’héroïne et narratrice de La Figurante oppose une résistance aussi résolue que passive à la société et à ses injonctions. » peut-on lire dans le journal Le Monde. Le livre raconte l'histoire d'une femme qui décide de quitter son travail dans une galerie d'art,.
En 2022, elle réalise la mise en scène du spectacle Mes héroïnes sur les violences conjugales joué par Héloïse Martin.
En 2024 sort Des hommes possibles. Le livre fait partie de la première sélection du prix Alexandre Vialatte 2024.
Elle écrit aussi pour Vanity fair ou AOC,. Sa chronique « Lettre de ma chambre » est publiée tous les mois dans Vanity fair. Elle est en outre rédactrice-conceptrice dans le milieu de la mode, notamment pour Natacha Ramsay-Levi à la Maison Chloé).

## Œuvres
- Alice Kahn, roman, éditions Allia, 2010[14].
- Fermer l'œil de la nuit, roman, éditions Allia, 2012[1].
- Les Souhaits ridicules, roman, éditions Allia, 2017[15].
- La figurante, roman, éditions Flammarion, 2020[2].
- Des hommes possibles, roman, éditions Flammarion, 2024[16].